# Sonia Iovan
Sonia Iovan-Inovan (Cluj-Napoca, 29 settembre 1935 – La Chapelle-de-Brain, 6 settembre 2024) è stata una ginnasta rumena.

## Palmarès

### Olimpiadi
- 2 medaglie:
  - 2 bronzi (Roma 1960 a squadre; Melbourne 1956 a squadre)

### Mondiali
- 1 medaglia:
  - 1 bronzo (Mosca 1958 a squadre)

### Europei
- 5 medaglie:
  - 2 argenti (Cracovia 1959 nella trave; Bucarest 1957 nella trave)
  - 3 bronzi (Cracovia 1959 nell'all-around; Bucarest 1957 nell'all-around; Bucarest 1957 nel volteggio)